# Staranzano
Staranzano é um comune italiano da região do Friuli-Venezia Giulia, província de Gorizia, com cerca de 6.642 habitantes. Estende-se por uma área de 18 km², tendo uma densidade populacional de 369 hab/km². Faz fronteira com Grado, Monfalcone, Ronchi dei Legionari, San Canzian d'Isonzo.

## Demografia
| Variação demográfica do município entre 1861 e 2011                               |
|                                                                                   |
| Fonte: Istituto Nazionale di Statistica (ISTAT) - Elaboração gráfica da Wikipedia |